# Маат
| U5 · a | t | C10 |

| U5 · a | t | C10 |

Маат (єгипетською mꜣꜥt /ˈmuʀʕat/) — в релігії стародавнього Єгипту богиня-уособлення світопорядку та істини, божого встановлення, всесвітньої гармонії та етичних норм. Як правило, Маат зображувалася в образі сидячої жінки з пером страуса на голові. Періодично їй домальовували крила. На деяких фресках Маат зображається тільки у вигляді свого головного атрибуту — плоского пагорба, скошеного убік, на якому вона часто сидить (цей пагорб також часто можна побачити під ногами або престолом інших богів) або у вигляді страусиного пера. 
Маат шанувалася як донька і око бога Ра, брала участь разом з ним в створенні світу з хаосу. Дружина бога Тота.
У замогильному суді Осіріса при зважуванні серця покійного на чашу вагів клали перо Маат. Символ Маат і її ієрогліф — страусине перо.
Центр культу Маат розташовувався у Фіванському некрополі.

## Як принцип буття
На світовому рівні Маат була божим законом і порядком, який був дарований нашому Всесвіту Творцем при створенні світу. Згідно з цим порядком пори року змінюють один одного, зірки і планети рухаються по небосхилу, взаємодіють і взагалі існують люди і божі створення. 
Світогляд єгиптян багато в чому пов'язувався з уявленнями про цю Богиню. Згідно з єгипетськими традиціями, також як і усі інші Боги, спочатку крилата Маат жила серед людей. Але їх гріховна суть змусила її покинути землю і послідувати за своїм батьком на небеса. 
Існує поняття «Принцип Маат», який включає закономірність і правильність розвитку Всесвіту, згуртованість людського суспільства, відповідальність людини за свої вчинки. 
Цар, який був встановлений на землі Богом, підтримує Богиню Маат постійними ритуалами і війнами, знищуючи Ісефет (втілення хаосу, руйнування і брехні). 
Під час щоденного богослужіння до лику божества цар підносив статуетку Маат, увінчану страусиним пір'ям. Таким чином, цар із звичайного людського володаря стає втіленням принципу царственого, вбираючи в себе досвід предків і створюючи базу для життя нащадків. 
Статуетка із страусиним пір'ям слугувала втіленням принципу локальної гармонії. Таким чином, відновлюючи локальну гармонію, цар сприяє зміцненню вселенської гармонії, яка знаходиться у безпосередній залежності від локальної, проголошується урочистість порядку над первинним хаосом. 
Незважаючи на той факт, що зображень Маат існує безліч, конкретно її культу було присвячено всього декілька невеликих святилищ (одне в Карнаку, а друге в Дейр-ель-Медіні). 
Культ Маат зародився ще в Давньому Царстві, а вже в Новому Царстві Богиня стала шануватися як донька Бога сонця Ра. 
Священна комаха Богині — бджола. Священний матеріал — віск. 
Титул жерця Маат носив великий візир (чати), який одночасно був верховним суддею. На грудях візир носив золотий образ Богині, як знак свого особливого статусу. 
Маат — одна із основних дійових осіб на Псіхостасії (замогильному суді), коли її страусине перо слугує противагою серця померлого. Ваги, на яких проводиться вимір, також зображаються увінчаними фігуркою Маат. 
На підтримку культу Маат було спрямоване велика кількість всіляких ритуалів, зображення яких все ще збереглися на стінах багатьох єгипетських святилищ: починаючи із зображень царя, що б'є булавою ворогів Єгипту і встановлюючи таким чином, локальний порядок, до рельєфів, на яких фараон полює на болотяних птахів. Птахи в цьому випадку символізують ворогів — упіймавши птахів хаосу, фараон приносить їх в жертву, затверджуючи Богиню Маат.

## Галерея

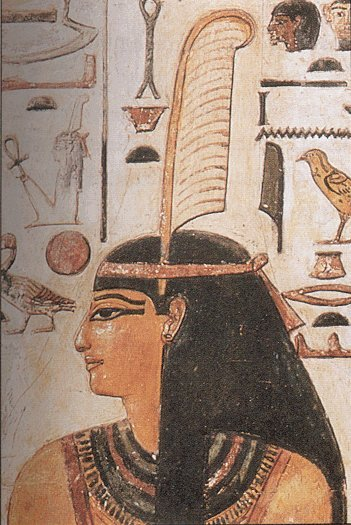
Маат з пером істини
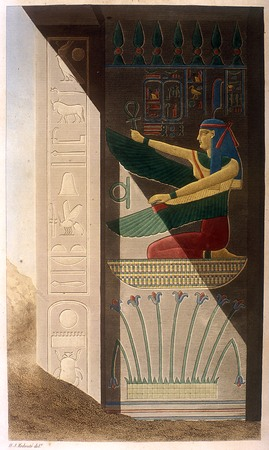
Крилата Маат
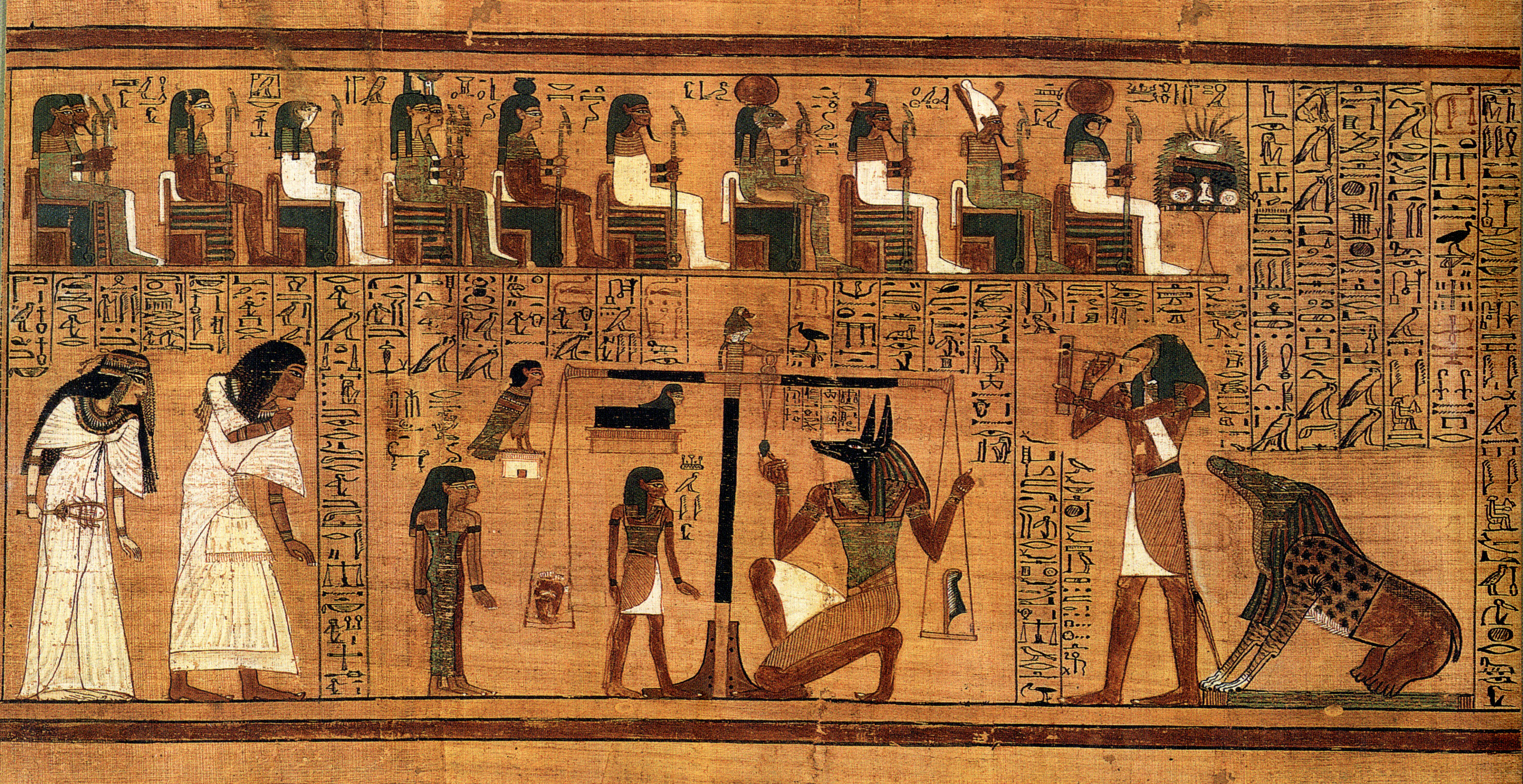
Ілюстрація показує процедуру "Зважування Серця" в потойбічному світі Дуат, де перо Маат використовується як міра зважування, що кладеться на іншу чашу. Із єгипетської Книги мертвих